# Kīlauea
Der Kīlauea (deutsch Kilauea) ist ein aktiver Schildvulkan auf der zu Hawaii gehörenden Insel Big Island. In der hawaiischen Sprache bedeutet kīlauea „spucken“ oder „viel verbreiten“. In der derzeit erstarrten Caldera des Kīlauea eingebettet liegt der Halemaʻumaʻu-Krater, in dessen Boden sich bis zum Mai 2018 ein aktiver Lavasee befand, der sich seit Dezember 2020 wieder neu bildet.

## Geographie

Kīlauea ist einer der fünf Vulkane, die die Insel Hawaiʻi bilden

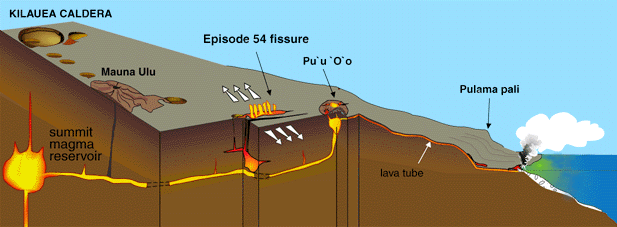
Blockbild des östlichen Teils des Kīlauea mit Darstellung der Verbindungswege zwischen der Magmakammer unterhalb der Gipfelcaldera und den Nebenkratern der östlichen Riftzone wie dem Mauna Ulu und dem Puʻu ʻŌʻō sowie des Abfließens von Lava zur Küste durch Lavaröhren.

Der Kīlauea ist Teil einer Kette von Vulkanen, der Hawaii-Emperor-Kette, welche sich vom Nordwest-Pazifik bis nach Hawaii erstreckt. Während sich der ozeanische Meeresgrund über einen örtlich festliegenden Hot-Spot im Erdmantel bewegte, schuf er in Jahrmillionen diese lange Inselkette, von der heute nur noch wenige Inseln an der Oberfläche zu sehen sind. Die nördlichste ist die Insel Midway.
Auf Big Island befinden sich neben dem Kīlauea noch zwei weitere aktive Vulkane, der Mauna Loa und der Hualālai sowie zwei vermutlich inaktive Vulkane, der Mauna Kea und der Kohala.

## Vulkanische Aktivität
Der Kīlauea ist derzeit einer der aktivsten Vulkane der Erde. Wie bei den meisten Vulkanen, die über Hotspots liegen, sind die Ausbrüche effusiv: Lava quillt aus dem Erdinneren nach oben und fließt in kontinuierlichen Lavaströmen ab. Obwohl der weit überwiegende Teil der Eruptionen somit keinen explosiven Charakter hat, gibt es Ausnahmen. Zum Beispiel ereigneten sich vom 11. bis 27. Mai 1924 eine Reihe starker Explosionen im Halemaʻumaʻu-Krater, bei denen tonnenschwere Gesteinsbrocken mehrere Kilometer weit aus dem Krater geschleudert wurden. Verursacht wurde das damals durch große Mengen einströmenden Grundwassers, das bei seinem Kontakt mit Magma schlagartig verdampfte. Durch den Dampfdruck wurde das darüber liegende Gestein weggesprengt.
Die überwiegende Zahl der Ausbrüche verläuft jedoch friedlicher, da die Lava hawaiischer Vulkane eine sehr geringe Viskosität besitzt. In der dünnflüssigen Lava können eingeschlossene Gase vor einem Ausbruch leichter entweichen und keinen hohen Druck aufbauen, anders als beispielsweise beim Ausbruch des Mount St. Helens 1980. Die Viskosität von Lava wird von mehreren Faktoren beeinflusst: ihrer Temperatur, der chemischen Zusammensetzung und ihrem Gasgehalt.
Der jüngste Ausbruch des Kīlauea begann am 20. Dezember 2020. Davor gab es eine über dreißigjährige Phase der Aktivität von 1983 bis 2018. Diese fand größtenteils nicht im Hauptkrater, sondern vor allem im ca. 15 km davon entfernten Puʻu-ʻŌʻō-Krater statt. Die Lavaströme flossen von dort mitunter bis in den Pazifik, wo die über 1100 Grad Celsius heiße Lava durch das Meerwasser schlagartig abgekühlt wird. Dabei fließt die Lava nicht die gesamte Strecke oberirdisch, sondern häufig in Lavaröhren.
In der drei bis vier Kilometer großen Caldera des Kīlauea liegt der Schachtkrater des Halemaʻumaʻu, in dessen Boden von 2008 bis 2018 ein etwa 200 Meter großer aktiver Lavasee zwischen 60 und 150 Meter tief eingesenkt war.
Ab dem 3. Mai 2018 (Ortszeit) bildeten sich im östlichen Grabenbruch, 40 km östlich der Caldera des Kīlauea, im Puna-Distrikt in einem besiedelten Waldgebiet, den sogenannten Leilani Estates und später auch Lanipuna Gardens, Spalten, aus denen Lava quoll. Diese Spalteneruptionen wurden von Erdbeben begleitet, von denen das stärkste die Magnitude 6,9 erreichte – die heftigste Erschütterung auf Hawaii seit dem Jahr 1975 (7,1), als 2 Tote zu beklagen waren. Noch am 3. Mai wurden 1700 Personen behördlich aufgefordert, das Gebiet zu verlassen. Weiteren 10.000 Bewohnern des Puna-Distrikts wurde empfohlen, es vorsorglich zu verlassen. Zudem wurde der Notstand ausgerufen. Am 11. Mai 2018 wurde der Hawaiʻi-Volcanoes-Nationalpark geschlossen. Im Zusammenhang mit den Erdbeben und dem Vordringen von Magma in der Bruchzone veröffentlichte das Hawaiian Volcano Observatory einige Fakten, nach denen ein befürchteter katastrophaler Abbruch entlang des Hilina-Grabens extrem unwahrscheinlich wäre. Nach mehreren Wochen vulkanischer Aktivität bildete sich, zum Teil nach Explosionen, am 15. und 17. Mai 2018 eine große Aschewolke über dem Halemaʻumaʻu. Nachdem heißeres Magma aus dem Puʻu ʻŌʻō bis zu den Spalten gelangt war, bildeten sich Lavaströme, die Richtung Südosten fließend am 19. Mai 2018 nach Überquerung der Küstenstraße Hawaiʻi State Route 137 zwischen Pohoiki und Opihikao den Ozean erreichten. Nach Verlagerung der Hauptaktivität auf die Spalte Nr. 8 erreichte am 2. Juni 2018 ein weiterer, zunächst nach Nordosten fließender Lavastrom nochmals die Hawaiʻi State Route 137 an der Kreuzung „Four Corners“ in der schon 1960 durch einen Lavastrom zerstörten und danach verlegten Ortschaft Kapoho und schnitt diese zunächst ab und begrub sie anschließend nahezu komplett, bis der Lavastrom am 4. Juni den Ozean erreichte.
Die Lavamassen füllten außerdem den Green Lake, den größten Süßwassersee der Insel und ließen das Wasser verdampfen.
Während des Ausbruchs kam es im Hauptkrater jeweils zu einer anwachsenden seismischen Aktivität, die zu einem nahezu täglichem Einbruch des Kraterbodens und der Ränder des Halemaʻumaʻu führte. Der Lavafluss aus der Spalte Nr. 8 korrespondierte dazu. Anfang August ging die Aktivität zurück: Das letzte Absacken des Bodens des Hauptkraters wurde am 2. August 2018 registriert, die seismische Aktivität dort ging am 4. August zurück und der Lavakanal aus Spalte 8 wurde in deren Nähe am 6. August als leer bezeichnet.
Nach 90 Tagen Inaktivität wurde die Eruption von 1983 am 5. Dezember 2018 für beendet erklärt.
Ein ab Juli 2019 mit Wasser gefüllter See am Boden des Halemaʻumaʻu-Kraters verdampfte am Beginn des Ausbruchs vom 20. Dezember 2020 bis zum Mai 2021, der einen neuen Lavasee bildete. Auch der Ausbruch vom 29. September bis zum 9. Dezember 2021 ließ erneut einen Lavasee entstehen.
Am 5. Januar 2023 begann ein auf den Halemaʻumaʻu-Krater begrenzter Ausbruch.
Am 23. Dezember 2024 kam es zu einem erneuten Ausbruch, dem dritten in diesem Jahr.

Vulkan Kilauea
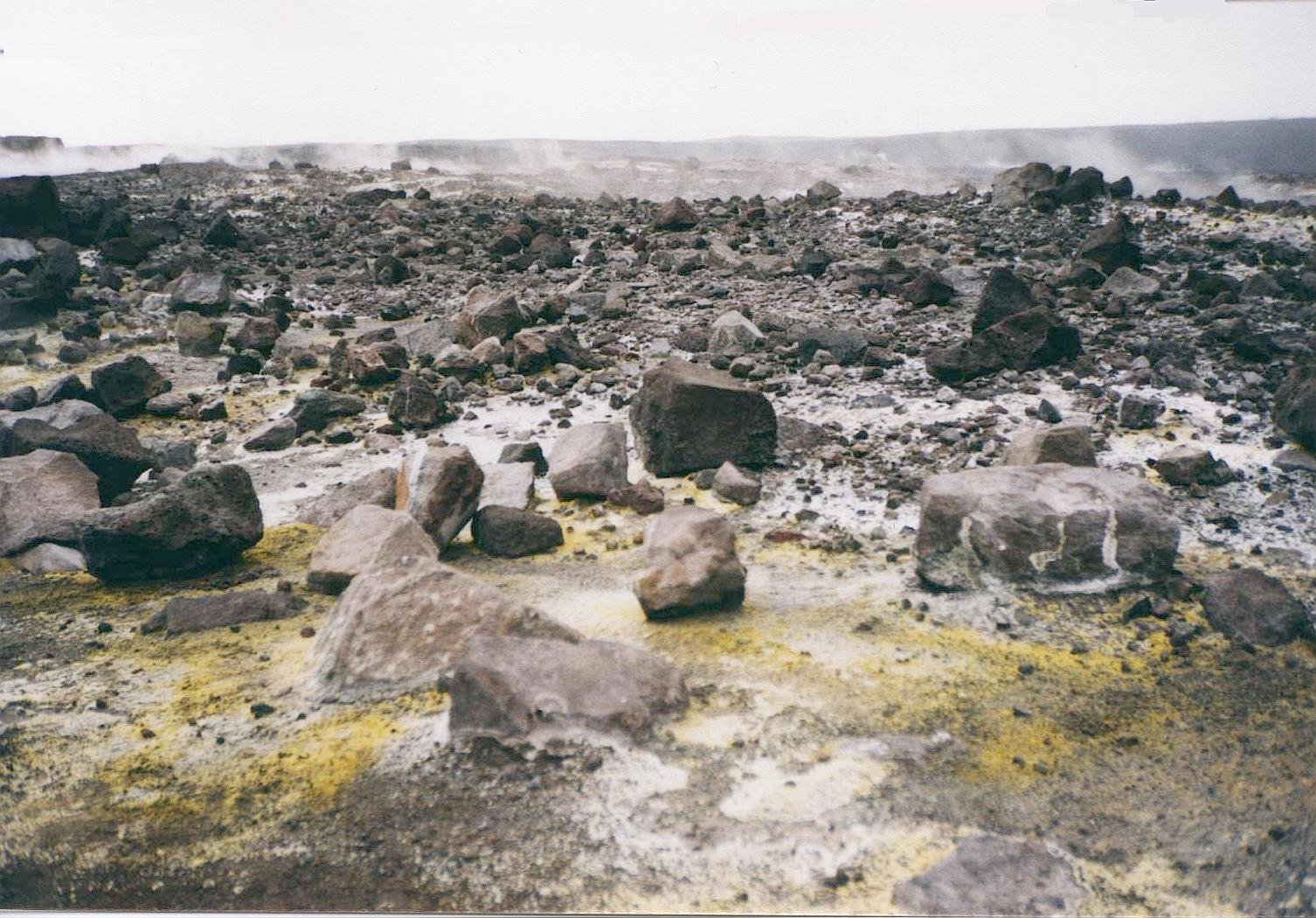
Schwefelablagerungen am Rand des Halemaʻumaʻu
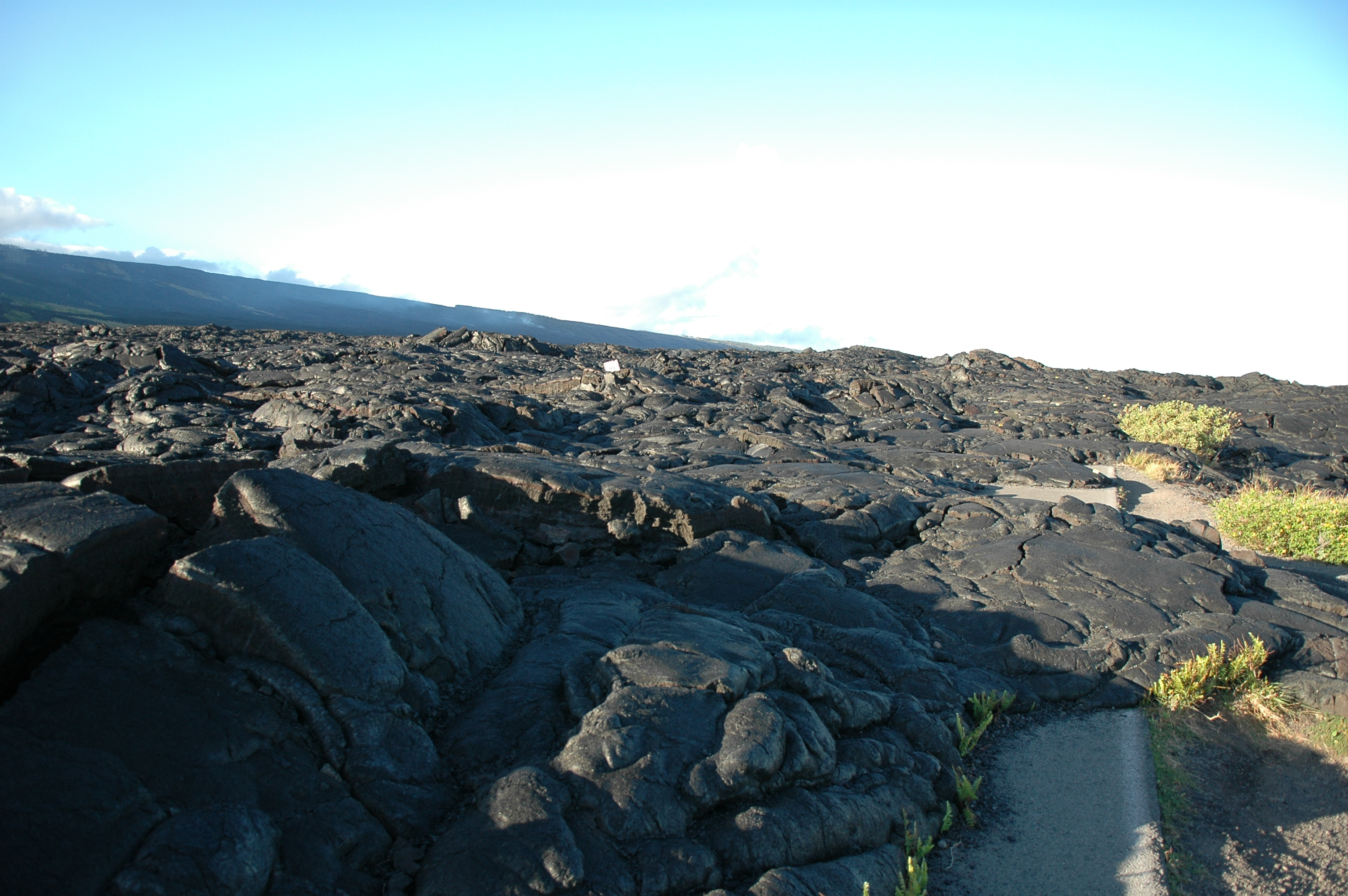
Erkalteter Lavastrom begräbt eine Straße unter sich
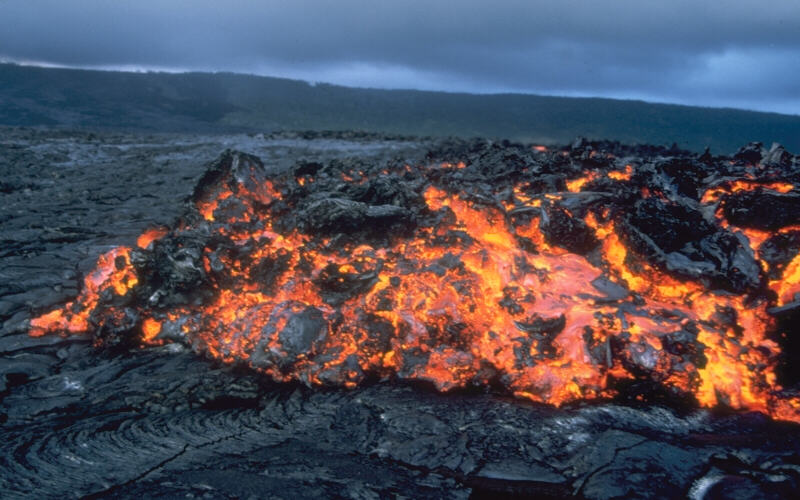
ʻAʻa Lava am Kīlauea
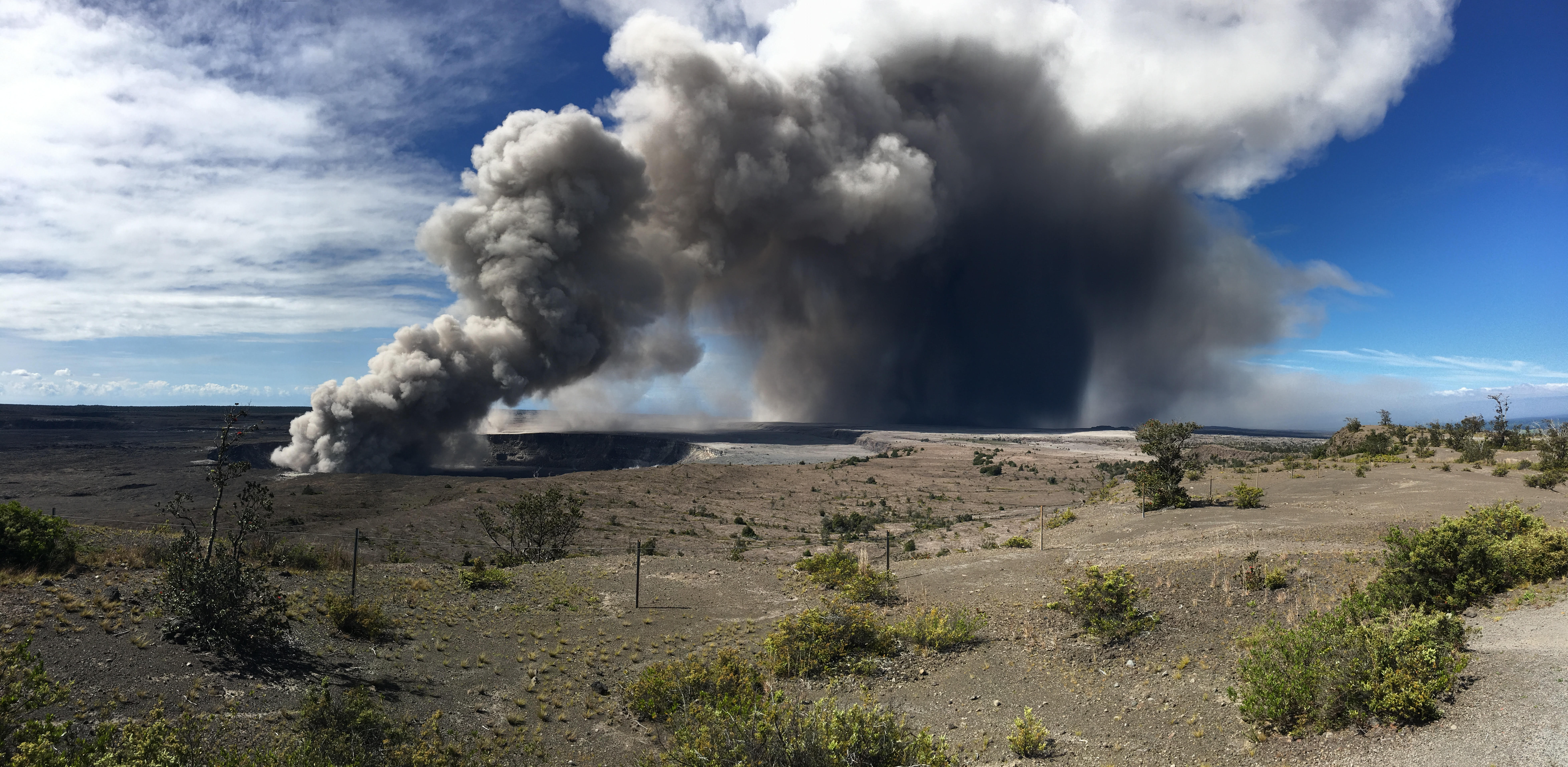
Aschewolke über dem Halemaʻumaʻu am 15. Mai 2018
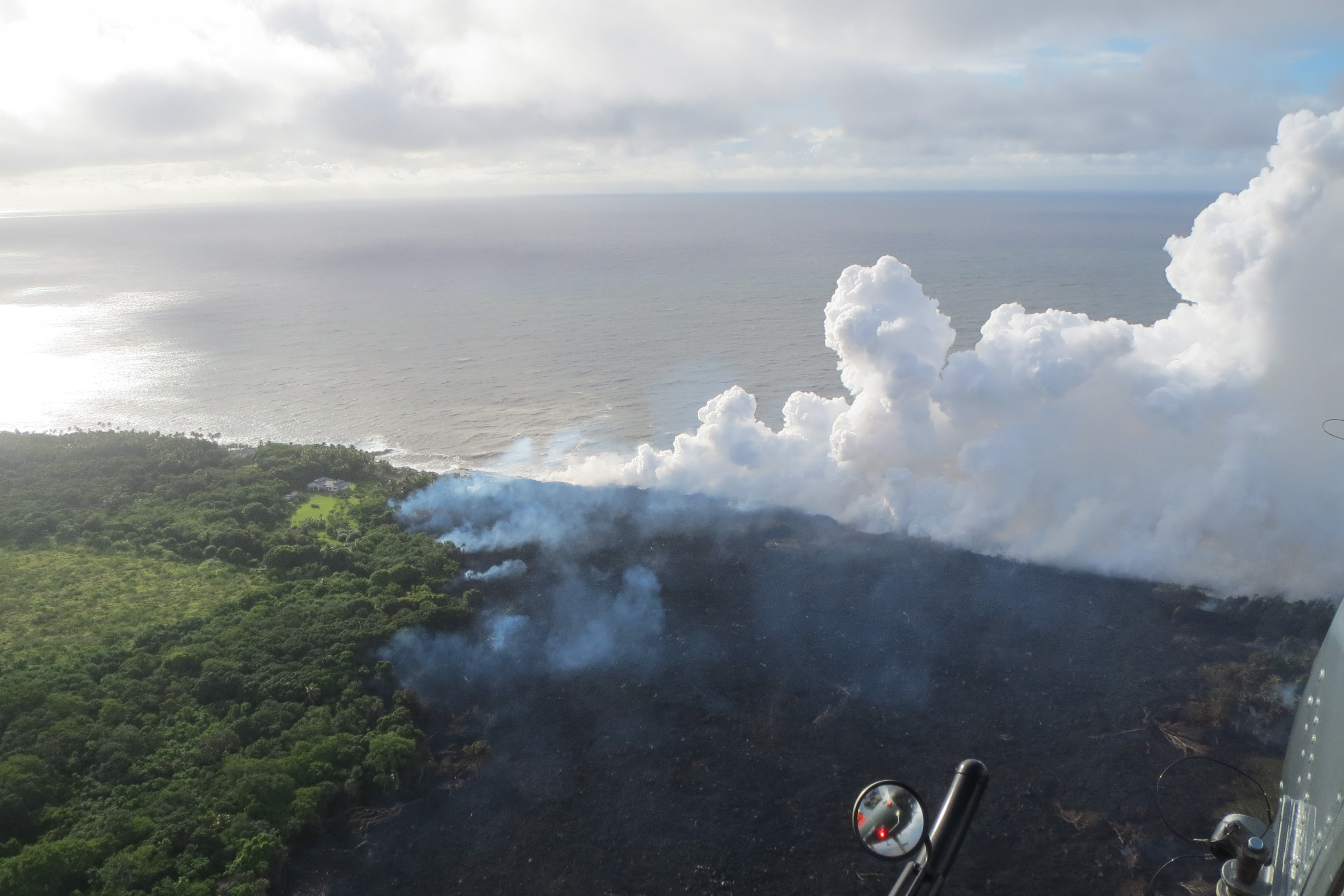
Ozeaneintritt und Waldbrände
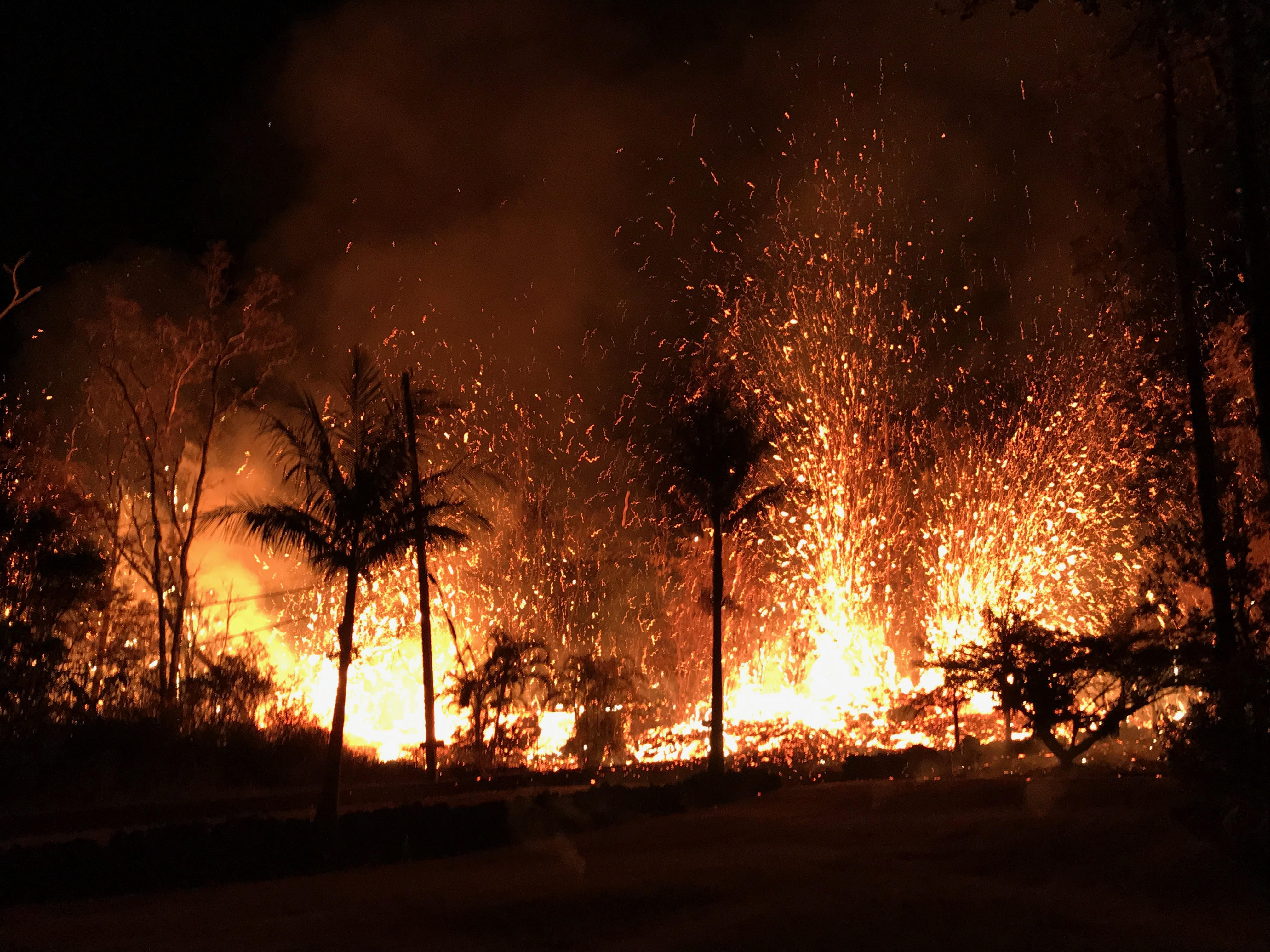
Nachtaufnahme einer Spalteneruption in den Leilani Estates im Mai 2018

## Tourismus
Der Kīlauea mit seinen Nebenkratern ist Teil des Hawaiʻi-Volcanoes-Nationalparks auf Big Island und ist einer der am häufigsten von Touristen besuchten aktiven Vulkane.

## Mythologie
In der hawaiischen Religion gilt der Halemaʻumaʻu-Krater in der Caldera des Kīlauea als Sitz der Vulkangöttin Pele.

### Fotos und Videos
- Kilauea, Hawaii – Eine Einführung. In: swisseduc.ch (Schweizer Hochdeutsch, englisch)
- The History of Kilauea. In: storymaps.arcgis.com, 2. März 2021 (englisch)
- Volcano World: Kīlauea. (Memento vom 30. Januar 2014 im Internet Archive) In: oregonstate.edu (englisch)
- Ausgewählte Bilder der Puʻu ʻŌʻō-Kūpaianaha-Eruption. auf USGS, U. S. Geological Survey (englisch)
- Bilder des Ausbruchs ab dem 29. September 2021. auf USGS, U. S. Geological Survey (englisch)

### Geologisches Kartenmaterial
- Geologisches Kartenmaterial. auf USGS, U. S. Geological Survey (englisch)

### Wissenschaftliche Beiträge
- Kīlauea im Global Volcanism Program der Smithsonian Institution (englisch)
- Hawaiian Volcano Observatory: Kīlauea –– Perhaps the World's Most Active Volcano. auf USGS, U. S. Geological Survey (englisch)
- Ken Hon, e.a.: Field interpretation of active volcanoes. A handbook for viewing lava, Geology Dept., University of Hilo, Hawaii, 2008. (PDF; 8,3 MB, englisch)
- J. Almendors, e.a: Identifying elements of the plumbing system beneath Kilauea Volcano, Hawaii, from the source locations of very-long-period signals, Geophysical Journal International, Vol. 148, iss. 2, pp. 303–312, Feb. 2002; doi:10.1046/j.1365-246X.2002.01629.x (Wiley, abstract, englisch)
- H. C. Hardee, e.a.: Probing the melt zone of Kilauea Iki Lava Lake, Kilauea Volcano, Hawaii. In: Geophysical Research Letters, Vol. 8, No. 12, P. 1211, 1981; doi:10.1029/GL008i012p01211 (Abstract, englisch)
- Brooks, e.a.: Magmatically triggered slow-slip at Kilauea volcano, Hawaii, Brevia, Science, Vol.321, 2008. auf USGS, U. S. Geological Survey(PDF; 206 kB, englisch)

### Reiseberichte
- Ein Besuch bei dem Krater des großen Vulkans von Kirauea von Charles Stewart, im Jahr 1825, aus Wikisource: „Das Ausland (1828)“